# Itálie na Letních olympijských hrách 1984
Itálii na Letních olympijských hrách v roce 1984 v americkém Los Angeles reprezentovala výprava 268 sportovců (222 mužů a 46 žen) ve 23 sportech.

## Medailisté
| Medaile | Jméno | Sport             | Soutěž                           |
| ------- | --- | ----------------- | -------------------------------- |
| Zlato   | Alberto Cova | Atletika          | Muži běh na 10 000 m             |
| Zlato   | Alessandro Andrei | Atletika          | Muži vrh koulí                   |
| Zlato   | Gabriella Dorio | Atletika          | Ženy běh na 1 500 m              |
| Zlato   | Maurizio Stecca | Box               | Muži váha bantamová do 54 kg     |
| Zlato   | Claudio Vandelli Marcello Bartalini Marco Giovannetti Eros Poli | Cyklistika        | Muži časovka družstev            |
| Zlato   | Mauro Numa | Šerm              | Muži fleret                      |
| Zlato   | Mauro Numa Angelo Scuri Andrea Borella Stefano Cerioni Andrea Cipressa | Šerm              | Družstvo mužů fleret             |
| Zlato   | Norberto Oberburger | Vzpírání          | Muži těžká váha do 110 kg        |
| Zlato   | Vincenzo Maenza | Zápas             | muži, řecko-římský do 48 kg      |
| Zlato   | Ferdinando Meglio Giovanni Scalzo Angelo Arcidiacono Gianfranco Dalla Barba Marco Marin | Šerm              | Družstvo mužů šavle              |
| Zlato   | Daniele Masala | Moderní pětiboj   | Muži jednotlivci                 |
| Zlato   | Daniele Masala Pier Paolo Cristofori Carlo Massullo | Moderní pětiboj   | Družstvo mužů                    |
| Zlato   | Carmine Abbagnale Giuseppe Abbagnale Giuseppe Di Capua | Veslování         | Muži dvojka s kormidelníkem      |
| Zlato   | Luciano Giovannetti | Sportovní střelba | Muži trap                        |
| Stříbro | Sara Simeoniová | Atletika          | Ženy skok vysoký                 |
| Stříbro | Salvatore Todisco | Box               | Muži váha lehká muší do 49 kg    |
| Stříbro | Francesco Damiani | Box               | Muži váha supertěžká nad 91 kg   |
| Stříbro | Ezio Gamba | Judo              | Muži do 71 kg                    |
| Stříbro | Edith Gufler | Sportovní střelba | Ženy 10 metrů vzduchová puška    |
| Stříbro | Marco Marin | Šerm              | Muži šavle                       |
| Bronz   | Maurizio Damilano | Atletika          | Muži chůze 20 km                 |
| Bronz   | Sandro Bellucci | Atletika          | Muži chůze 50 km                 |
| Bronz   | Giovanni Evangelisti | Atletika          | Muži skok daleký                 |
| Bronz   | Luciano Bruno | Box               | Muži váha lehká střední do 67 kg |
| Bronz   | Angelo Musone | Box               | Muži váha těžká do 91 kg         |
| Bronz   | Stefano Cerioni | Šerm              | Muži fleret                      |
| Bronz   | Roberto Manzi Angelo Mazzoni Stefano Bellone Sandro Cuomo Cosimo Ferro | Šerm              | Družstvo mužů kord               |
| Bronz   | Dorina Vaccaroniová | Šerm              | Ženy fleret                      |
| Bronz   | Carlo Massullo | Moderní pětiboj   | Muži jednotlivci                 |
| Bronz   | Luca Scribani Rossi | Sportovní střelba | Muži skeet                       |
| Bronz   | Fabio Vullo Piero Rebaudengo Amauri Ribeiro Paolo Vecchi Andrea Lucchetta Pier Paolo Lucchetta Marco Negri Guido de Luigi Giovanni Errichiello Giovanni Lanfranco Franco Bertoli Francesco Dall'Olio Giancarlo Dametto | Volejbal          | Turnaj mužů                      |
| Bronz   | Giorgio Gorla Alfio Peraboni | Jachting          | Družstvo mužů                    |